# Rio Búzi
O rio Búzi é um  rio em Moçambique que se localiza na província de Sofala. Provém do Zimbabwe, possui vales ricos para a prática de agricultura e a criação de gado, atravessa a província de Manica e desagua depois da Beira. Em 2011 o rio foi alvo de pesquisas sísmicas em busca de hidrocarbonetos numa área de aproximadamente 600 km². Na década de 1960 foi descoberto gás natural numa quantidade muito reduzida, tanto como em 2009. A Empresa Nacional de Hidrocarbonetos (ENH) de Moçambique faz a prospeção de gás no bloco do Búzi que durará um período de 8 anos.

## Bacia hidrográfica
O Búzi tem 376 km de comprimento e a sua bacia hidrográfica tem 25175 km² de área.

## Ligações Externas
- INGC- Instituto Nacional de Gestão de Calamidades